# Revólver de Janssen
El Revólver de Janssen o Revólver fotográfico inventado por el astrónomo francés Pierre Jules César Janssen en 1874 fue el instrumento que originó la cronofotografía, rama de la fotografía basada en capturar el movimiento a partir de una secuencia de imágenes. Para crear el aparato Pierre Janssen se inspiró en el cilindro giratorio del revólver de Samuel Colt.

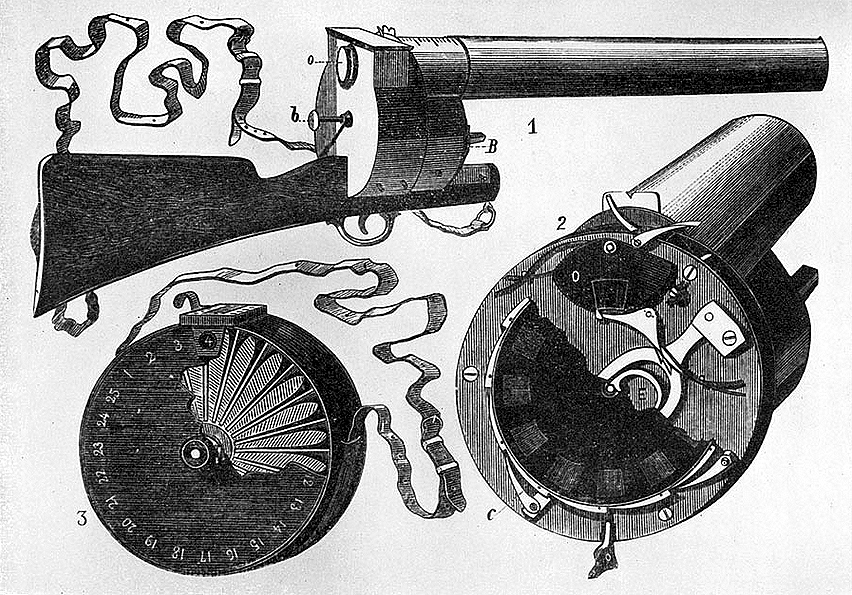
Révolver de Janssen seccionado

## Funcionamiento
El revólver utilizaba dos discos y una placa sensible, el primero con doce orificios (obturador) y el segundo con uno solo, sobre la placa. El primero daba un giro completo cada dieciocho segundos, de modo que cada vez que una ventana del obturador pasaba delante de la ventana del segundo disco (fijo), la placa sensible se descubría en la porción correspondiente de su superficie, formándose una imagen. Para que las imágenes no se superpusieran, la placa sensible giraba con un cuarto de la velocidad del obturador. El tiempo de exposición era de un segundo y medio. Un espejo en el exterior del aparato reflejaba el movimiento del objeto hacia la lente que estaba localizada en el barril de este revólver fotográfico. Cuando el revólver estaba en funcionamiento era capaz de tomar cuarenta y ocho imágenes en setenta y dos segundos.

## Historia

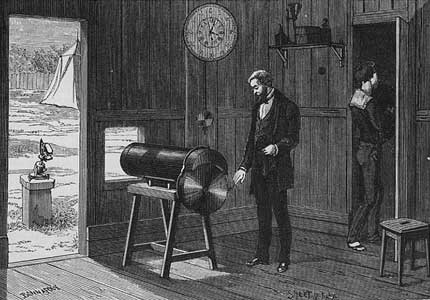
Révolver de Janssen

A mediados del siglo XIX, uno de los retos científicos era determinar con la mayor exactitud posible la distancia entre la Tierra y el Sol, la denominada Unidad Astronómica, que indica el tamaño de nuestro Sistema Solar. En aquel tiempo, la única manera de saber la era a través del fenómeno astronómico del tránsito de Venus: el paso de Venus por delante del Sol, y requería que se hicieran dos observaciones simultáneas desde diferentes latitudes terrestres y medir la duración total del evento. Con este dato y aplicando las leyes de Kepler, que describen el comportamiento de las órbitas planetarias, se podía obtener la distancia con el resto de planetas del Sistema Solar.
Pero el método tenía dos inconvenientes: la periodicidad del fenómeno y el problema técnico de conseguir captar el inicio y el final del tráfico. El tránsito de Venus de 1874 era una oportunidad única, por lo que se organizaron más de sesenta expediciones coordinadas de hasta diez países diferentes destinadas a diferentes localizaciones para China, Vietnam, Nueva Caledonia, algunas islas del Pacífico y Japón. La distorsión ocasionada por la atmósfera terrestre, la difracción de los telescopios, la subjetividad del observador y la "gota negra" (efecto óptico que distorsiona la silueta de Venus justo en los instantes que entra y sale del disco solar) suponían un gran problema técnico que ningún aparato había podido solucionar hasta entonces.
En esta situación, Janssen creó su revólver, el aparato que conseguiría eliminar la subjetividad del proceso, y lo puso a prueba con el apoyo del gobierno francés en Nagasaki (Japón).
El 6 de julio de 1874, Janssen presentaba antes los miembros de la Academia de las Ciencias de París su revólver fotográfico. Este invento nace de la necesidad de resolver uno de los retos de mediados del siglo XIX.  Se presentaron dos soluciones: una, que se basaba en la observación a través de telescopios por observadores entrenados y, la otra, la ideada por Janssen, la cronofotografía.  Como el momento exacto en que se produciría el tránsito de Venus era imposible de prever, añadió un aparato de relojería para que creara una secuencia de imágenes. El revólver grabó 48 fotografías en 72 segundos a un daguerrotipo, material que ya no se utilizaba pero era ideal para la luz solar que presentaba la situación, ya que se podía captar la luz en un gran tiempo de exposición y obtener resultados más nítidos.
El gobierno francés financió la expedición ya que las condiciones para la observación eran más favorables ya que se podría acumular la luz en un mayor "tiempo de exposición" y obtener unos resultados más precisos. Janssen y su equipo en la cima de la colina Kompirama en Nagasaki tomaron cuarenta y siete fotografía del tránsito. Por otro lado, dos equipos británicos armados con sendos revólveres basados en la idea de Janssen tomaron imágenes desde otros puntos.
Sin embargo, el revólver no alcanzó las expectativas deseadas, puesto que las imágenes que captó eran difusas y distorsionadas resultando poco fiables para la medición. Por lo que las mediciones a ojo se acabaron imponiendo.
Las expediciones británicas fotografiaron el tránsito desde diferentes puntos geográficos utilizando aparatos inspirados en el revólver de Janssen. Desgraciadamente, la calidad de las imágenes resultantes de las dos expediciones no era suficiente para calcular con precisión la Unidad Astronómica, y resultaron más fiables las observaciones a ojo.  Aun así, Janssen presentó su revólver a la Sociedad Francesa de Fotografía en 1875 y la Academia de Ciencias en 1876, a los que sugirió la posibilidad de utilizar su aparato para el estudio del movimiento animal, especialmente el de los pájaros, por la rapidez del movimiento de sus alas.
En 1882, el científico Etienne Jules Marey, perfeccionó el revólver de Janssen con lo que llamó fusil fotográfico. Los dos aparatos se diferencian porque el de Marey captaba la imagen sobre una placa de vidrio, dejando de lado el daguerrotipo, y logrando reducir el tiempo de exposición. Sin embargo, al ser impresas sobre un disco de vidrio, la duración de la secuencia de imágenes era muy breve.
Ambos inventos significaron un primer paso para el desarrollo de las primeras cámaras de cine, pero no se pueden considerar como tales porque su principal objetivo no era la proyección, sino estudiar el movimiento a partir de su descomposición.